# Arroyo Sarandí Chico (Laguna Merín)
Der Arroyo Sarandí Chico ist ein im Osten Uruguays gelegener Fluss.
Der zum Einzugsgebiet der Laguna Merín zählende Fluss verläuft auf dem Gebiet des Departamentos Treinta y Tres in dessen östlichem Teil von Norden nach Südosten. Er entspringt bei Estación Rincón und mündet schließlich in den Arroyo Sarandí Grande.